# Mansourah (Argélia)
Mansourah (em árabe: المنصورة) é uma cidade e comuna localizada na província de Tremecém, no noroeste da Argélia. Sua população era de 49 150 habitantes, em 2008.

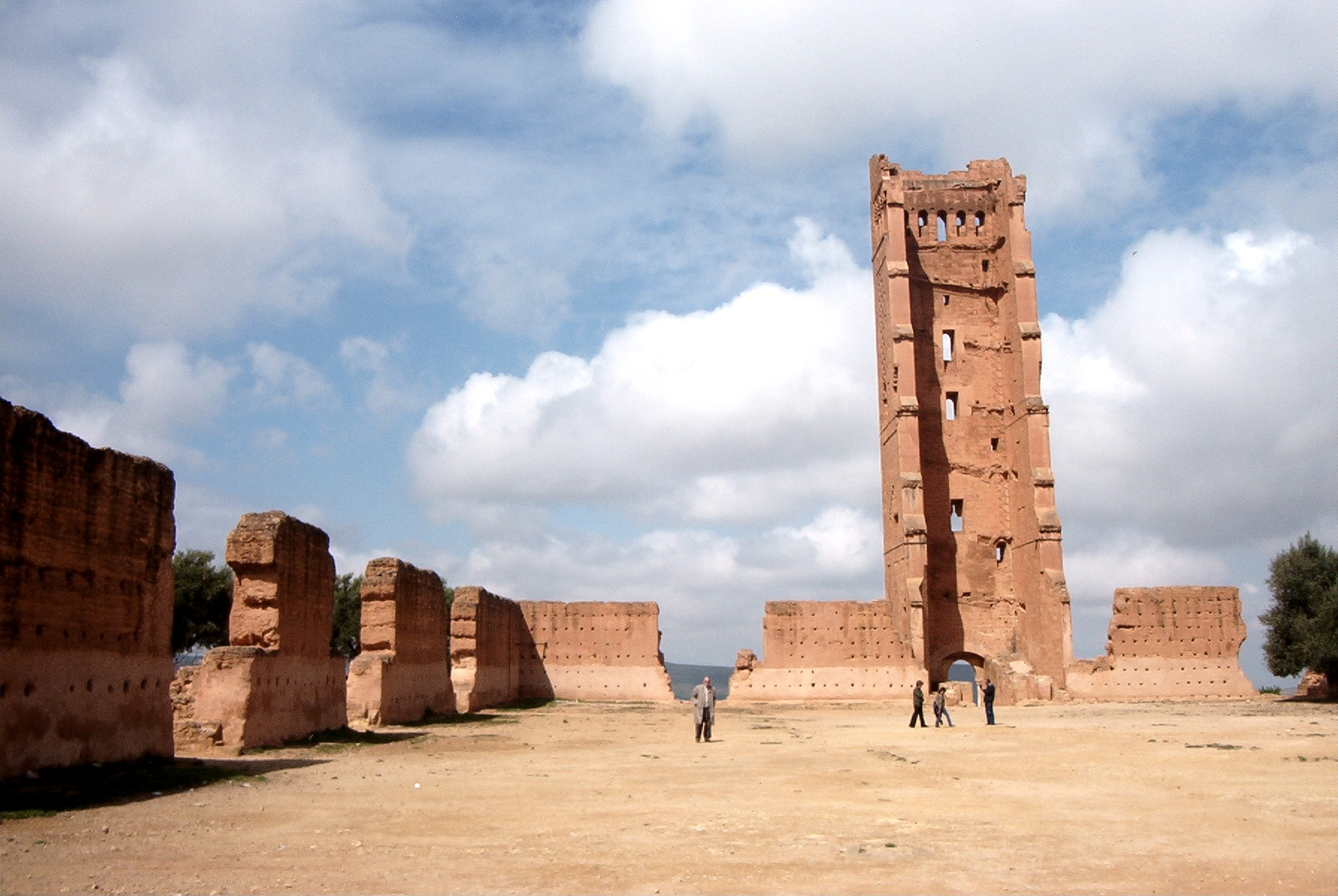
Ruínas do castelo